# Trinidad och Tobagos riksvapen
Trinidad och Tobagos riksvapen, sjöfartens betydelse för öarna understryks av ratten överst på riksvapnet. På vapenskölden finns kolibrifåglar och Christofer Columbus' tre skepp avbildade. Sköldhållarna är fåglar: en röd ibis för Trinidad och en cocorico för Tobago.